# Залесская волость (Латвия)
Залесская волость (латыш. Zaļesjes pagasts) — одна из двадцати пяти территориальных единиц Лудзенского края Латвии. Граничит с городом Зилупе, Лаудерской, Пасиенской, Бригской, Нирзской и Истринской волостями своего края и с Себежским районом Псковской области России.
Крупнейшими населёнными пунктами волости являются Залесье (волостной центр), Плоски, Ракшина, Рабова, Сурбели, Сованы, Дубовники и Терехова (Терехово).
По данным переписи населения Латвии 2011 года, из 659 жителей Залесской волости русские составляли  53,41 % (352 чел.), белорусы —  20,79 % (137 чел.), латыши —  20,64 % (136 чел.), поляки —  3,03 % (20 чел.), украинцы —  1,06 % (7 чел.). 

## История
В 1945 году в Пасиенской волости Лудзенского уезда был образован Залесский сельсовет, который в дальнейшем входил в состав Зилупского  (1949—1959) и Лудзенского (после 1959) районов. В 1954 году к Залесскому сельсовету был присоединён ликвидированный Бондраский сельсовет, а в 1960 году — ликвидированный Хорошевский сельсовет. В 1965 году территория совхоза «Пасиене» была присоединена к Пасиенскому сельсовету, в 1977 году была присоединена часть территории города Зилупе.
В 1990 году сельсовет был реорганизован в волость. В 2002 году Залесская волость была объединена с городом Зилупе в Зилупский край.
В 2021 году в результате новой административно-территориальной реформы Зилупский край был упразднён, Залесская волость вошла в состав  Лудзенского края.